# Серкан Юсеин
Серкан Юсеин (роден на 31 март 1996 г.) е български футболист, който играе като полузащитник за ПФК Арда Кърджали, бивш младежки национал на България.

## Кариера

### „Лудогорец“
Дебютира в неофициален мач на 2 февруари 2019 г. в контролната среща „Цървена звезда“-„Лудогорец“ 3 - 1 . Дебютира в официален мач в ППЛ на 3 март 2019 г. в срещата „Лудогорец“-„Ботев (Враца)“ 2 - 0 .

## Успехи
Ботев (Пловдив)
- Купа на България: 2016/17
- Суперкупа на България: 2017